# Hermann Raupach
Hermann Friedrich Raupach (ur. 21 grudnia 1728 w Stralsundzie, zm. 10 grudnia?/21 grudnia 1778 w Petersburgu) – niemiecki kompozytor i klawesynista.

## Życiorys
Syn kompozytora Christopha Raupacha. W latach 1755–1762 przebywał w Petersburgu, gdzie początkowo był drugim klawesynistą, a od 1758 roku kapelmistrzem nadwornej opery włoskiej. Następnie wyjechał do Hamburga, a stamtąd do Paryża, gdzie poznał W.A. Mozarta. Mozart wykorzystał w swoich młodzieńczych koncertach na klawikord (KV 37, 39 i 41) fragmenty muzyczne z sonat Raupacha. W 1768 roku wrócił do Petersburga, gdzie pozostał do końca życia. Został tam najpierw ponownie drugim klawesynistą, a od 1770 roku pełnił funkcję nadwornego wicekapelmistrza. Od 1777 roku uczył również w petersburskiej Akademii Sztuk.
Napisał operę Alceste do libretta w języku rosyjskim napisanego przez Aleksandra Sumarokowa (wyst. Petersburg 1758). Był ponadto autorem opery Siroe re di Persia (wyst. Petersburg 1760), opero-baletu Pribieżyszczyje dobrodietieli (wyst. Petersburg 1759) i singspielu Dobryje soldaty (wyst. Moskwa 1775). Komponował balety i wstawki baletowe do oper Tommaso Traetty, wydał też zbiory sonat na skrzypce i klawesyn.
Jego uczniem był Jewstigniej Fomin.